# Albert Gallatin Marchand
Albert Gallatin Marchand (* 27. Februar 1811 bei Greensburg, Westmoreland County,  Pennsylvania; † 5. Februar 1848 ebenda) war ein US-amerikanischer Politiker. Zwischen 1839 und 1843 vertrat er den Bundesstaat Pennsylvania im US-Repräsentantenhaus.

## Werdegang
Albert Marchand war der Sohn des Kongressabgeordneten David Marchand (1776–1832). Er besuchte die öffentlichen Schulen seiner Heimat. Nach einem anschließenden Jurastudium und seiner 1833 erfolgten Zulassung als Rechtsanwalt begann er in Greensburg in diesem Beruf zu arbeiten. Gleichzeitig schlug er als Mitglied der Demokratischen Partei eine politische Laufbahn ein.
Bei den Kongresswahlen des Jahres 1838 wurde Marchand im 19. Wahlbezirk von Pennsylvania in das US-Repräsentantenhaus in Washington, D.C. gewählt, wo er am 4. März 1839 die Nachfolge von John Klingensmith antrat. Nach einer Wiederwahl konnte er bis zum 3. März 1843 zwei Legislaturperioden im Kongress absolvieren. Seit 1841 war er Vorsitzender des Committee on Accounts. Die Zeit ab 1841 war von den Spannungen zwischen Präsident John Tyler und den Whigs geprägt. Außerdem wurde damals bereits über eine mögliche Annexion der seit 1836 von Mexiko unabhängigen Republik Texas diskutiert.
Im Jahr 1842 verzichtete Albert Marchand auf eine weitere Kandidatur. Nach dem Ende seiner Zeit im US-Repräsentantenhaus praktizierte er wieder als Anwalt. Er starb am 5. Februar 1848 in Greensburg.